# Verkeån
Verkeån (også Verkaån eller Skepparpsån) er en vandvej i det østlige Skåne. Den samlede længde inklusive bifloder, er 50 km og 180 meter lodret drop.

## Verkeåens løb
Verkeån har sit udspring på Linderödsåsen i Hörby kommun og udmunder i Hanöbugten ved Skepparp i Österlen i Skåne. Fra kilderne i nærheden af Långaröd løber åen mod sydøst ned mod Christinehofs slot og Andrerums alunværk. Åen får her tilløb fra Verkasjön, hvoraf navnet stammer. Et par kilometer nedstrøms ved Hallamölla er Skånes højeste uafbrudte vandfald, som har en samlet højde på 23 meter. Verkeån svinger her mod øst, og flyder forbi Brösarp og Ravlunda på vej mod Østersøen. Lige før åens udmunding ligger Öradekaren - et gammelt anlæg til ørredfiskeri i form af trækasser med mellemliggende stenmoler - hvor man i efteråret kan se legende ørredder springe.
Området omkring Verkeåns udmunding er gammelt kulturlandskab med fortidsminder som Havängsdösen.

## Naturreservatet
Verkeån naturreservat er et af Skånes største og strækker sig gennem de to kommuner Tomelilla og Simrishamn fra Ilstorp i vest næsten hele vejen ud til kysten. En afstand på omkring 2 km i fugleflugt. Reservatet følger Verkeån løb, med en udløber nordover der følger rullstensåsen Jären, også kaldet Hörrödsåsen ved Hörröd. Langs kysten syd for åens udmunding grænser naturreservatet op til Vitemölla naturreservat.

## Galleri
- Verkasjön
- Solopgang ved Havängsdösen